# تايلور جي. براون
تايلور جي. براون (بالإنجليزية: Taylor G. Brown) هو سياسي أمريكي، ولد في 28 فبراير 1890. حزبياً، نشط في الحزب الجمهوري. وقد انتخب عضو مجلس ولاية ويسكونسن.